# وانس تایبی
وانس تایبی (انگلیسی: Waniss Taïbi؛ زادهٔ تاریخ ورودی نامعتبر است) بازیکن فوتبال اهل فرانسه است.
از باشگاه‌هایی که در آن بازی کرده‌است می‌توان به اشاره کرد.
وی همچنین در تیم‌های ملی فوتبال زیر ۱۸ سال فرانسه و زیر ۲۰ سال فرانسه بازی کرده‌است.